# Kacangan (Modo)
Kacangan is een bestuurslaag in het regentschap Lamongan van de provincie Oost-Java, Indonesië. Kacangan telt 2631 inwoners (volkstelling 2010).